# Říše Chan (1360–1364)
Říše Chan, plným názvem říše Velká Chan (čínsky pchin-jinem Dà Hàn, znaky 大漢) byla jedním z krátkodobě existujících povstaleckých států existujících v Číně během povstání rudých turbanů, v závěrečné fázi trvání říše Jüan. Založil ji v Ťiang-si roku 1360 generál Čchen Jou-liang, vládnoucí tam od roku 1357 jménem povstalecké říše Tchien-wan, téhož roku Čchen říši Tchien-wan dobyl. Zanikla roku 1364, když se Čchen Li, druhý a poslední vládce říše Chan, vzdal armádě říše Ming.

## Vznik
Roku 1357 prošla říše Tchien-wan, jeden ze států vzniklých v průběhu povstání rudých turbanů, vážnou krizí. První ministr Ni Wen-ťün se pokusil zabít císaře Sü Šou-chueje, byl ale sám zabit svým podřízeným Čchen Jou-liangem. Čchen si poté vybudoval vlastní doménu v severním Ťiang-si.
Počátkem roku 1360 se prohlásil králem Chan s hlavním městem v Ťiou-ťiangu. Vzápětí zaútočil na ťienwanskou metropoli Chan-jang a zabil Süa i s většinou ťienwanského dvora. Následně se v červnu 1360 prohlásil císařem říše Velká Chan a obsadil většinu ťienwanských území. Pouze v S’-čchuanu si tamní místodržitel Ming Jü-čen udržel samostatnost, od roku 1360 jako král státu Lung-šu, od 1362 císař říše Velká Sia.
Čchen zformoval spolehlivou centrální vládu, ale na regionální a místní úrovni byla jeho autorita nepevná a často zpochybňovaná. K jeho nejbližším spolupracovníkům patřili hlavní rádce Čang Pi-sien a velký maršál Čang Ting-pien. Vyzdvihl i své bratry, když jim udělil knížecí tituly, nejbližší z nich mu byl Čchen Jou-žen.

## Válka s Ču Jüan-čangem

Čína roku 1360

Ještě roku 1360 se Čchen Jou-liang rozhodl zaútočit na východněji položenou sungskou provincii Ťiang-nan, spravovanou Ču Jüan-čangem. Navázal kontakt s Čang Š’-čchengem, jehož území se rozkládalo na východ od Čuova, a navrhl mu společný útok na Ťiang-nan, Čang ale nepodnikl žádnou akci.
Chanové válku zahájili tažením na Nanking, obránci však byli připraveni a útok byl rozdrcen. Chanská armáda ztratila asi dvacet tisíc vojáků, navíc nepřítel ukořistil přes 100 velkých lodí a několik set menších, což mu dalo převahu na řekách v letech 1361–1362.
Následující rok (1361) byla chanská vojska nucena přejít k obraně. Ču Jüan-čang dobyl Ťiou-ťiang, zbytky Čchen Jou-liangových vojsk zablokoval ve Wu-čchangu a sám se usadil v Nan-čchangu. V zimě 1361/62 pak upevňoval svou moc na dobytém území. Ale opustil Nan-čchang ještě dřív než kompletně zabezpečil dobytá území v provincii Ťiang-si, a následující povstání potlačil pouze za pomoci vojsk stažených z wučchangské oblasti. Další rebelie na východě v Če-ťiangu a zrada mezi vysokými veliteli oslabily Ču Jüan-čangův režim, který byl nucen vrhnout hlavní síly proti nyní aktivnímu Čang Š’-čchengovi na východě. Situace využila chanská vláda k protiofenzívě, její armáda znovu obsadila Ťiou-ťiang a v srpnu 1361 i An-čching. V září 1361 Ču vyslal loďstvo proti Chanům, to oblehlo An-čching, obešlo jej a pokračovalo dál k Chu-kchou – vstupu do jezera Pcho-jang. Pak porazilo chanské loďstvo před Ťiou-ťiangem a zaútočilo na Ťiou-ťiang a neúspěšně na Chan-jang. Ču Jüan-čang se poté usadil s hlavními silami v Ťiou-ťiangu a zabezpečoval si kontrolu nad Ťiang-si. Začátkem roku 1362 se mu vzdal velitel chanské posádky Nan-čchangu Chu Mej, načež byl zařazen do Čuovy armády i se svými vojáky. Poté Ču definitivně získal převahu v Ťiang-si.
Vražda Čagana Temüra 6. července 1362 přinesla zmatek do severní Číny a tak uvolnila ruce Číňanům na Jang-c’-ťiang. Od ledna do září 1363 byly hlavní síly Ču Jüan-čanga vázány na severu v An-chueji, kde bojovaly s oddíly Čang Š’-čchenga a Mongoly. Angažování hlavních sil protivníka na jiné frontě přineslo Čchen Jou-liangovi možnost pokusit se o znovudobytí Ťiang-si. Zmobilizoval muže z Chu-peje a Chu-nanu a vybudoval novou flotilu. Jeho nyní třistatisícová armáda početně převyšovala hlavní síly Čua. Čchen Jou-liang plánoval dobytí Nan-čchangu a předpokládal, že pak místní velitelé v Ťiang-si opět přejdou na jeho stranu. S využitím jejich sil chtěl zaútočit na Nanking.
Ačkoli v dobře opevněném Nan-čchangu Čuova posádka pod velením Ču Wen-čenga a Teng Jüa odolávala obležení už od začátku června 1363, Ču se o vážnosti situace dozvěděl až začátkem srpna 1363 (tehdy zjevně selhalo zpravodajství, v ostrém kontrastu se včasným varováním roku 1360), byl totiž zaujat problémy na severu a východě. Dne 15. srpna 1363 vyrazila Čuova armáda z Nankingu proti Chanům s asi stotisíci muži (zhruba stejně jako roku 1360, přírůstky od té doby byly rozptýleny v Če-ťiangu a rozmístěny do posádek Nan-čchangu a Nankingu).
Dne 29. srpna se obě flotily setkaly na jezeře Pcho-jang ve čtyřdenní bitvě, chanská flotila utrpěla těžké ztráty, ale nebyla zcela zničena. První dva dny Čuova flotila ustupovala, třetí den Ču použil sebevražedné útoky „ohňových lodí“ naplněných střelným prachem; jejich výbuchy měly na těsné chanské linie zničující efekt: byly potopeny stovky lodí se dvěma bratry Čchen Jou-lianga. I útočníci měli těžké ztráty, a tak další den byl ve znamení odpočinku a oprav. Boj byl obnoven 2. září, chanská flotila získávala převahu, až nakonec opanovala bojiště. Celkově se ale situace obrátila ve prospěch Ču Jüan-čanga. Mezitím totiž pozemní vojska Chu Te-ťiho uvolnila obležení Nan-čchangu, což bylo cílem tažení. A navíc 3. září padl v jezerní bitvě chanský císař Čchen Jou-liang. Smrt vládce demoralizovala řadu důstojníků, kteří se vzdali. Nicméně Čang Ting-pien a mladý syn zemřelého císaře Čchen Li uprchli do Wu-čchangu.

## Zánik
Čchen Li nastoupil na chanský trůn a pokračoval ve válce. Odolal dvouměsíčnímu obležení Wu-čchangu koncem roku 1363, nicméně nebyl schopen klást účinný odpor postupujícímu obsazování chanské říše. Když v březnu 1364 opět přitáhla Ču Jüan-čangova armáda k Wu-čchangu, bezmocný císař se vzdal. Poté se Ču Jüan-čang soustředil na obsazení a absorpci chanských teritorií. Mnoho prefekturních a okresních velitelů se vzdalo bez boje, přesto se obsazování Chu-peje, Chu-nanu a Ťiang-si protáhlo do dubna 1365.
Poražená rodina Čchen sice ztratila samostatnou vládu, ale udržela se mezi nobilitou. Čchen Li, jeho děd Čchen Pchu-cchaj a strýcové Čchen Jou-fu a Čchen Jou-čen obdrželi vysoké tituly a příjmy. Až roku 1372 byl, po konfliktu se členy Ču Jüan-čangova okolí, Čchen Li poslán do Koreje.